# Бадхиз
Бадхиз (на туркменски: Bathyz, «задухва вятър»; на руски: Бадхыз) е обширно възвишение в югоизточната част на Туркменистан и крайната северозападна част на Афганистан. Простира се на протежение около 140 km между долините на реките Теджен на запад и Мургаб и левия ѝ приток Кушка на изток. Ширината на Бадхиз от север на юг е около 100 km. Състои се от отделни ридове с различно направление: Гезгяджик (1267 m, 35°50′09″ с. ш. 61°19′32″ и. д. / 35.835833° с. ш. 61.325556° и. д.), в западната му част, Дузенкир (866 m), Зюлфагар (820 m), Бенти-Дезан (820 m), Ахаткая (801 m) и др. Заето е от полупустинна и пустинна растителност, на места с малки и редки горички от шамфъстък. Ниските части са заети от такири и солончаци. В западната му част е обособен Бадхизкият резерват, в който се среща дивото магаре кулан.

## Топографска карта
- I-41-А М 1:500000[2]
- J-41-В М 1:500000[3]